# Principes
I principi (latino: principes) formavano la seconda linea dell'esercito della Roma repubblicana. Erano soldati di esperienza che formavano la seconda linea da battaglia nelle legioni manipolari della Roma repubblicana, dietro la prima degli hastati e davanti alla terza dei Triari.

## Armamento
I principes (come gli hastati ed i triarii) avevano l'obbligo di portare un'armatura completa (detta panoplia), che era costituita da:
- uno scudo, la cui forma, almeno fin dai tempi della guerra latina, era ovale (in precedenza utilizzavano quelli rotondi, detti clipeus, abbandonati quando ai soldati fu pagato per la prima volta lo stipendio, verso la fine del V secolo a.C.[2]). Le dimensioni dello scudo erano di due piedi e mezzo di larghezza e quattro in lunghezza.[3]
- una spada che almeno dalla seconda guerra punica era il famoso gladius hispaniensis, appesa sul fianco destro.[4] Era fornita di una punta di eccezionale efficacia, capace, inoltre, di colpire con violenza di taglio su entrambi i lati, poiché la lama è molto robusta.[5]
- due giavellotti,[6] chiamati pilum, di due tipi: uno grosso, con forma rotonda o quadrata del diametro anche di un palmo, ed uno sottile, simile ad una lancia da caccia di media lunghezza, la cui asta di legno in quest'ultimo caso è lunga tre cubiti mentre la parte in ferro (munita di uncini) era della stessa lunghezza dell'asta di legno.[7]
- un elmo di bronzo[6] con tre piume dritte sopra, di colore rosso o nero, della lunghezza di circa un cubito, in modo che il soldato che le indossasse sembrasse molto più alto, ed alla vista del nemico apparisse più maestoso ed al tempo stesso terribile.[8]
- delle gambiere.[6]
- una piastra di bronzo della grandezza di un palmo quadrato, che viene messa davanti al petto e perciò chiamata pectorale.[9] Invece coloro il cui censo è superiore alle 10.000 dracme, indossano una corazza fatta a maglie, detta lorica hamata.[10] Lo stesso tipo di armamento appartiene agli hastati ed ai triarii, con la sola eccezione di questi ultimi, che invece del pilum, portano una hasta.[10]

## Utilizzo tattico
Secondi nello scontro "corpo a corpo" con il nemico, essi lanciavano dapprima l'asta (da 15-20 passi dal nemico) e poi si avventavano, serrando le file, con la spada in pugno. Ecco come descrive il primo scontro Tito Livio:
(Livio, Ab Urbe condita libri, VIII, 8, 9-12.)
I triarii, dopo aver accolto hastati e principes tra le loro file, serravano le file ed in un'unica ininterrotta schiera si gettavano sul nemico.
Vi è, infine, da aggiungere che mentre hastati e principes, per le loro caratteristiche legate all'armamento ed alle modalità di combattimento, erano votati all'attacco, al contrario i triarii, seppur veterani dotati di grande esperienza anche individuale, erano destinati alla difesa. A loro era affidata l'ultima resistenza per sopravvivere.

## Classe sociale ed età
In quel periodo la coscrizione era regolata sul censo e ogni soldato doveva procurarsi a proprie spese l'equipaggiamento. I principes, fra le tre linee di fanteria pesante, avevano possibilità economiche medie rispetto agli hastati ed ai triarii. Erano i più maturi rispetto alla prima linea.

## Storia

### L'esercito liviano durante la prima guerra sannitica e quella latina (341-338 a.C.)
Attorno alla metà del IV secolo a.C., durante la guerra latina, era utilizzata all'interno della legione, la formazione a manipolare (dal latino manipulus). La legione a sua volta era divisa in tre differenti schiere:
- la prima era costituita dagli hastati ("il fiore dei giovani alle prime armi", come racconta Livio[14]) in formazione di quindici manipoli (di 60 fanti ciascuno[15]) oltre a 20 fanti armati alla leggera (dotati di lancia o giavellotti, non invece di scudo), chiamati leves.[16]
- la seconda era formata da armati di età più matura, chiamati principes.[14]

Queste prime due schiere (formate da 30 manipoli) erano chiamate antepilani.
- la terza era formata da altri quindici "ordini", formati ciascuno da 3 manipoli (il primo di triarii, il secondo di Rorarii ed il terzo, di Accensi) di 60 armati ognuno.[17]

### L'esercito polibiano prima della seconda guerra punica (fine III secolo a.C.)

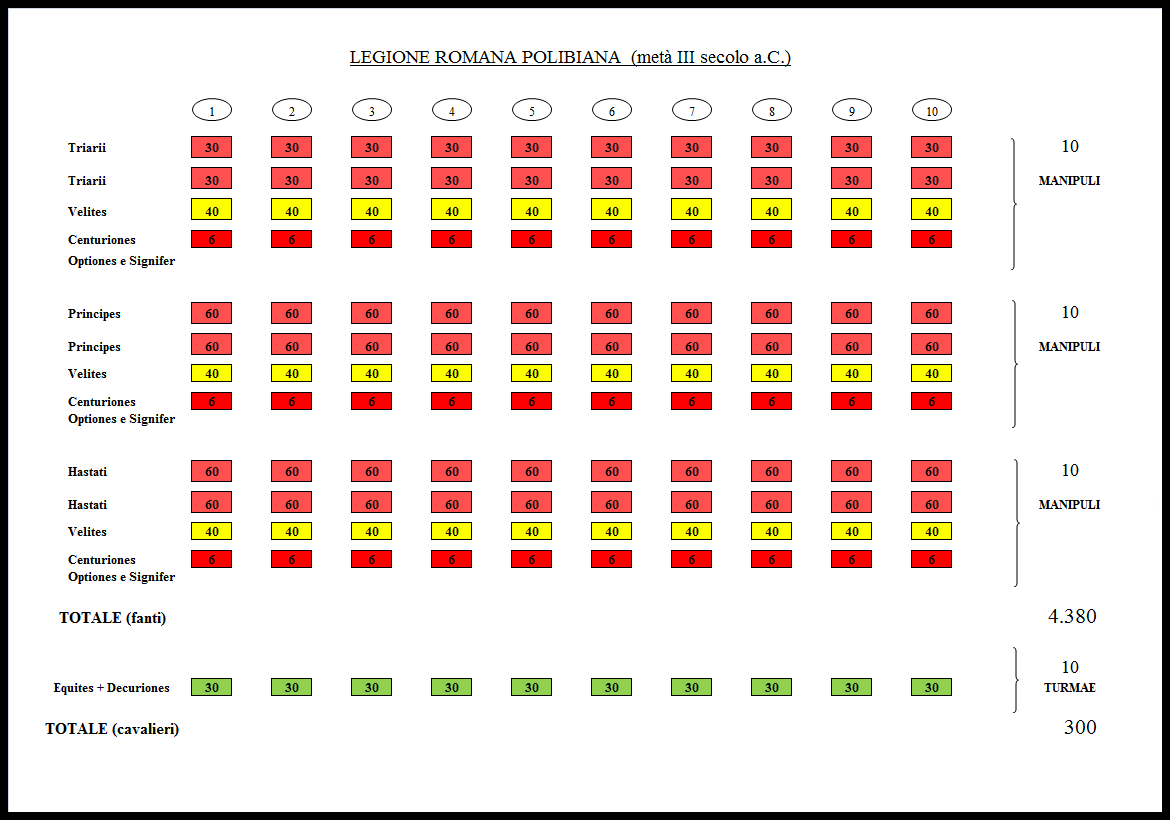
La legione manipolare polibiana al principio della seconda guerra punica (218 a.C.).

La nuova organizzazione interna dell'esercito romano descritta da Polibio è da datarsi al principio della seconda guerra punica (218-202 a.C.). I fanti erano ora suddivisi in quattro differenti categorie, sulla base della classe sociale/equipaggiamento ed età:
1. primi ad essere arruolati erano i Velites, in numero di 1.200[20] (tra i più poveri ed i più giovani).[13]
2. seguono gli hastati, il cui censo ed età erano ovviamente superiori,[13] in numero di 1.200.[20]
3. poi vengono i principes,[13] sempre in numero di 1.200.[20]
4. ed infine i triarii, i più anziani.[13] in numero di 600,[20]

### La riforma di Gaio Mario
Gaio Mario abolì la differenza fra hastati, principes e triarii riformando la legione manipolare nella coorte legionaria e a tutti i soldati diede lo stesso equipaggiamento e per tutti la stessa arma da lancio, il pilum.